# Bodega
En nàutica, una bodega, cala o pallol és l'espai d'un vaixell destinat a l'estiba de les mercaderies a transportar.
Les bodegues estan especialment condicionades al tipus de càrrega a estibar al seu interior. Per exemple, els vaixells frigorífics tenen les seves bodegues folrades amb aïllament tèrmic.
En l'actualitat els vaixells de càrrega general procuren que les seves bodegues tinguin forma prismàtica per tal d'afavorir el procés de càrrega, descàrrega i Trincat.
Les bodegues tenen un tancament a la part superior, anomenat tapa escotilla, que garanteix la qualitat de les mercaderies durant la travessia pel mar.
En vaixells destinats al transport de càrrega líquida a granel es reemplacen les bodegues per tancs.

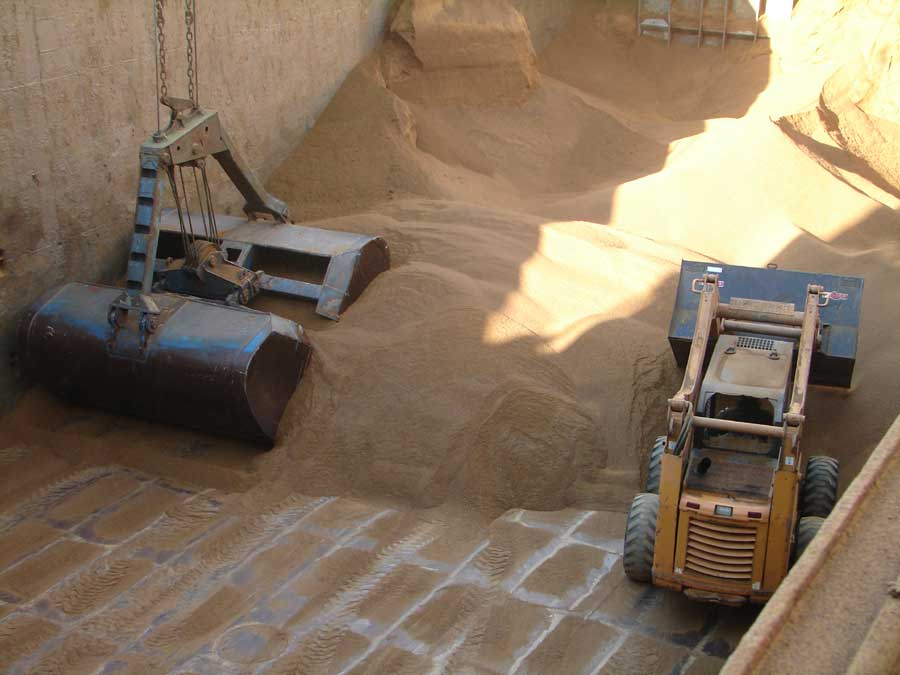
Descàrrega de llavors a granel
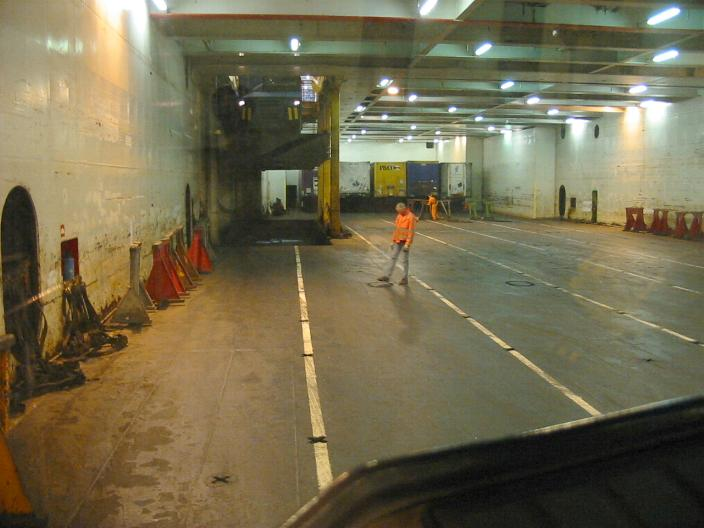
Bodega d'un vaixell de càrrega horitzontal
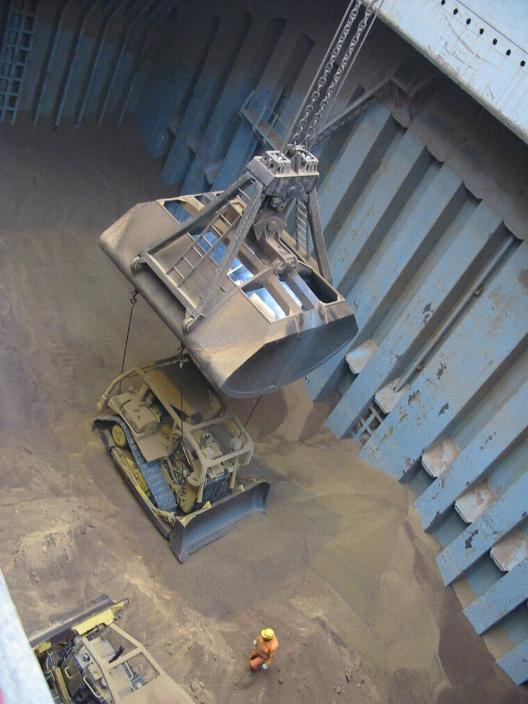
Pala de càrrega a la bodega d'un graneler
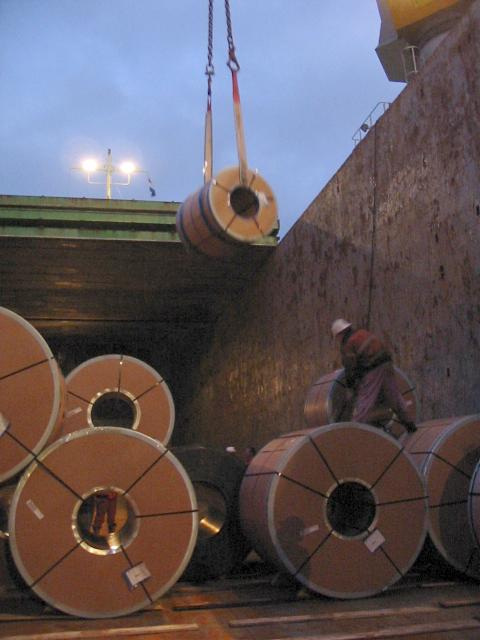
Bogeda d'un vaixell mercant